# Hugo Palenque
Hugo Palenque – piłkarz boliwijski, obrońca.
Jako piłkarz klubu 31 de Octubre La Paz wziął udział w turnieju Copa América 1963, gdzie Boliwia zdobyła tytuł mistrza Ameryki Południowej. Palenque zagrał tylko w meczu z Kolumbią.
Wziął także udział w turnieju Copa América 1967, gdzie Boliwia zajęła ostatnie, szóste miejsce. Palenque zagrał w dwóch meczach - z Argentyną i Paragwajem (w trakcie meczu zmienił go Isaac Maldonado).